# Dimitri Szarzewski

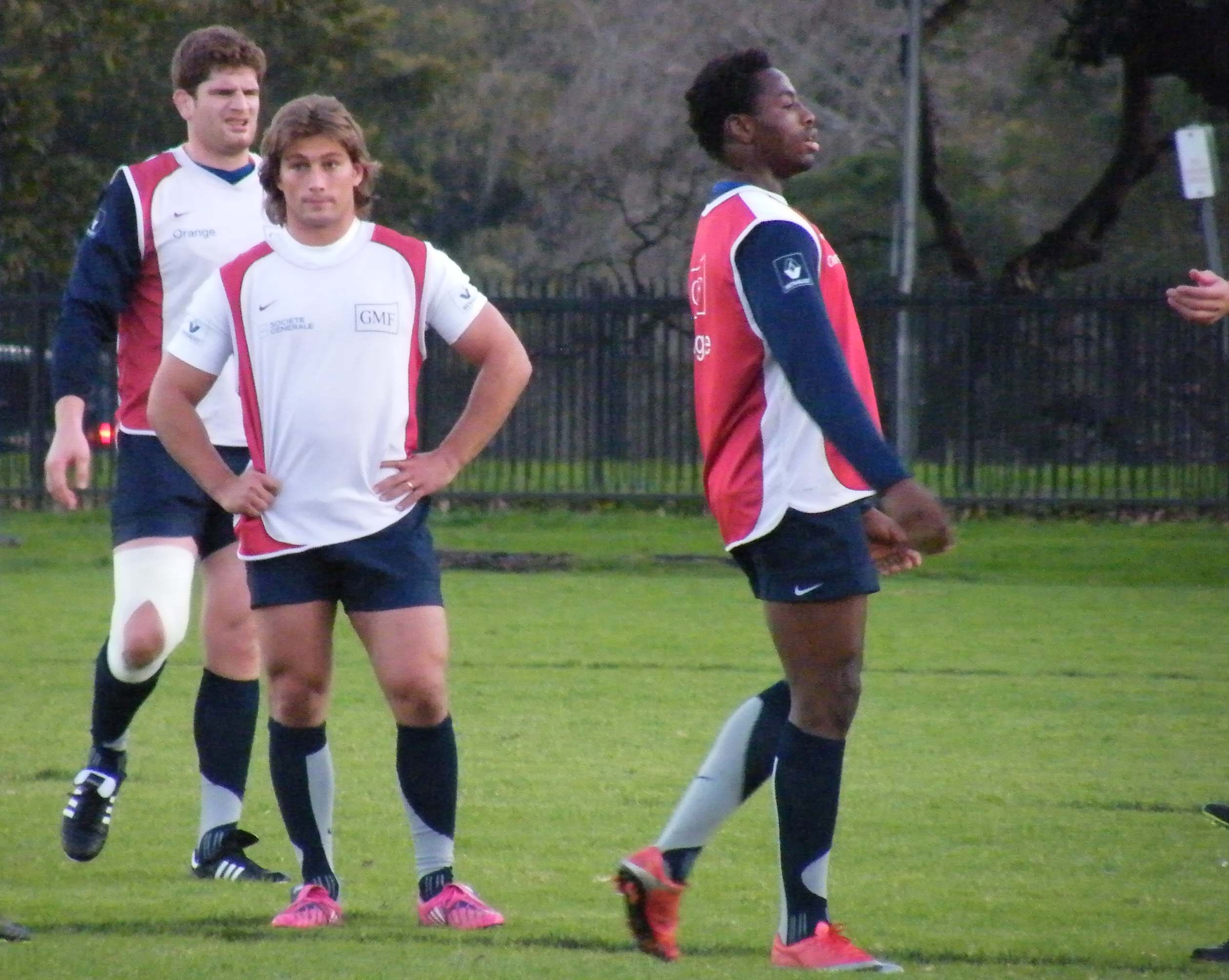
Pascal Papé, Szarzewski (w środku) i Fulgence Ouedraogo podczas treningu reprezentacji Francji (2009)

Dimitri Szarzewski (wym. [dimiˈtʁi zaʁzɛfˈski], ur. 26 stycznia 1983 r. w Narbonie) – francuski rugbysta polskiego pochodzenia występujący na pozycji młynarza. Były reprezentant kraju, trzykrotny uczestnik pucharu świata, wicemistrz świata i mistrz Francji.

## Młodość
Choć rodzice Dimitriego pochodzą z Nord-Pas-de-Calais, wcześnie przenieśli się na południe Francji, gdzie w 1983 roku urodził się ich syn. W wieku siedmiu lat Szarzewski rozpoczął treningi w miejscowym klubie z Cuxac-d’Aude, skąd w 1993 roku trafił do akademii Béziers. W Béziers uczęszczał do lycée Jean-Moulin, gdzie zaprzyjaźnił się z Yannickiem Nyangą, późniejszym kolegą z klubu i reprezentacji. W dzieciństwie uprawiał też sporty motorowe, jednak ostatecznie zdecydował się na rugby.

## Kariera klubowa
W pierwszej drużynie klubu z Hérault debiutował w sezonie 2002/2003. Prócz spotkań w Top 16, wziął także udział w pięciu meczach Pucharu Heinekena. W ciągu trzech sezonów Szarzewski wystąpił łącznie w 57 meczach Béziers. Po spadku zespołu do drugiej ligi publicznie wyraził chęć przenosin do paryskiego klubu Stade Français. Transfer ogłoszono jeszcze w sierpniu 2005 roku. 
W swoim drugim sezonie w stołecznym zespole Szarzewski wywalczył mistrzostwo Francji po odniesionym w dramatycznych okolicznościach zwycięstwie nad ASM Clermont. W roku 2011 wraz ze Stade Français dotarł do finału Challenge Cup, gdzie jednak Francuzi minimalnie przegrali w meczu z Harlequins.
W maju 2012 roku – w kilka dni po bezpośrednim meczu między oboma zespołami – Szarzewski ogłosił, że po siedmiu latach spędzonych w Stade Français przenosi się do Racing Métro. W swojej dotychczasowej drużynie wystąpił w sumie w 131 meczach, w których zdobył 22 przyłożenia. Z „błękitno-białymi” związał się czteroletnią umową, jednocześnie otrzymując miano klubowego kapitana. W Racingu natychmiast został podstawowym zawodnikiem zespołu, w każdym z trzech kolejnych sezonów zaliczając przeszło 20 występów. Latem 2014 roku Szarzewski przedłużył swój kontrakt do 2019 roku.

## Kariera reprezentacyjna
W młodości Szarzewski reprezentował Francję na szczeblach młodzieżowych. Debiutował w zespole do lat 18. W 2002 roku uczestniczył w Mistrzostwach Świata U-19, gdzie wraz z reprezentacją wywalczył srebrny medal. Rok później wziął udział w Mistrzostwach Świata do lat 21, jednak Francuzi zajęli w Anglii zaledwie piąte miejsce.
W pierwszej reprezentacji zadebiutował w spotkaniu z Kanadą rozegranym w lipcu 2004 roku w Toronto. Do pierwszego składu przebił się w 2007 roku, po zakończeniu kariery reprezentacyjnej przez Raphaëla Ibañeza. W barwach „les Bleues” sięgnął po dwa kolejne tytuły w Pucharze Sześciu Narodów: w 2006 i 2007 roku. W roku 2010 Francuzi z Szarzewskim w składzie podczas Pucharu prócz końcowego tryumfu zdobyli Wielki Szlem, nagrodę za pokonanie wszystkich rywali. Łącznie wziął udział w dziewięciu edycjach tego turnieju.
Urodzony w Narbonie zawodnik wziął udział w trzech turniejach o puchar świata. W 2007 roku „les Bleues” po pokonaniu w ćwierćfinale Nowej Zelandii i półfinałowej porażce z Anglią zajęli ostatecznie czwarte miejsce, przegrywając w „małym finale” z Argentyną. Cztery lata później Francuzi po odniesionym jednym punktem zwycięstwie nad Walią awansowali do finału. Tam – również jednym punktem – ulegli nowozelandzkim „All Blacks”.
Szarzewski otrzymał powołanie także na Puchar Świata 2015. Reprezentanci Francji mimo grupowej porażki z Irlandią awansowali do fazy pucharowej. Tam ponownie przyszło im się mierzyć z Nową Zelandią, która ostatecznie zwyciężyła 62:13.
Jak się później okazało, był to ostatni mecz gracza polskiego pochodzenia we francuskiej kadrze, który zakończenie kariery międzynarodowej ogłosił w grudniu 2016 roku. Łącznie na swoim koncie zgromadził 83 spotkania (44 w podstawowym ustawieniu), w trakcie których zdobył siedem przyłożeń. Dwukrotnie pełnił funkcję kapitana, po raz ostatni w meczu Pucharu Świata 2015 przeciw Rumunii.

## Życie osobiste
Dimitri żonaty jest z Florence, para ma syna Hugo i córkę Annę.
Dziadkowie rugbysty ze strony ojca byli Polakami. Jego babcia, Teodozja w 1930 roku – miała wówczas dwa lata – przyjechała do Francji (do Houdain w departamencie Pas-de-Calais) wraz z rodzicami, Pelagią i Stanisławem. W 1947 roku wyszła za mąż za Antoniego Szarzewskiego, górnika, który w trakcie II wojny światowej był spadochroniarzem w oddziałach Wojska Polskiego we Francji.